# فرپلین (ویرجینیای غربی)
فرپلین (به انگلیسی: Fairplain) یک منطقهٔ مسکونی در ایالات متحده آمریکا است که در شهرستان جکسون، ویرجینیای غربی واقع شده‌است. فرپلین ۲۳۰٫۱۳ متر بالاتر از سطح دریا واقع شده‌است.